# Alchemilla persica
Alchemilla persica é uma espécie de rosácea do gênero Alchemilla, pertencente à família Rosaceae.